# Francesco Furini
Francesco Furini, né le 10 avril 1603 à Florence où il est mort le 19 août 1646, est un peintre italien baroque devenu prêtre en 1633.

## Biographie

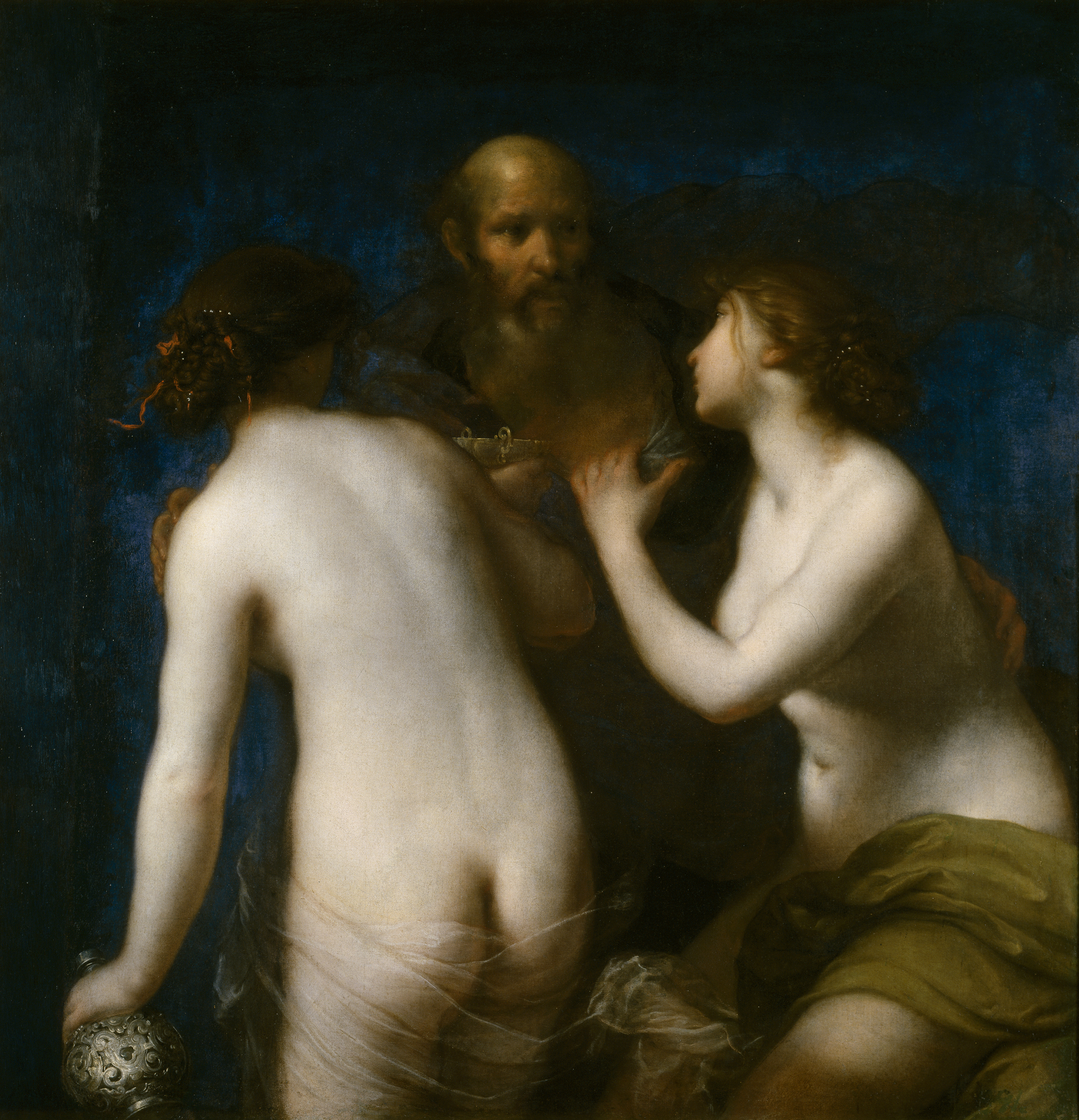
Loth et ses filles (musée du Prado).

Fils du peintre Filippo, dit « lo Sciamerone », Francesco Furini, commence à peindre avec son père. Il entre ensuite dans plusieurs ateliers dont celui de Cristofano Allori, de Passignano et enfin de Bilivert.
Ami de Giovanni da San Giovanni, de son vrai nom Manozzi, il se rend en 1619 à Rome. Il y fait la connaissance du Bernin, avec qui il étudie la sculpture qu'il transpose dans ses peintures. Il travaille avec Manfredi, prisé des Médicis, qui l'initie au naturalisme du Caravage.
Vers 1621, il revient dans sa patrie florentine et approche Matteo Rosselli, qui comptait également Lorenzo Lippi et Baldassarre Franceschini au nombre de ses élèves. Sous sa direction, il participe aux décorations du pavillon des Médicis de san Marco (1621-1623) en peignant dans une lunette L'Astronomie et Cosme II. De cette période date le Céphale et Aurore du musée d'art de Ponce (Portorico), et La Peinture et la Poésie (1626) de la galerie Palatine, tandis que La Gloire de la Maison Salviati est de 1628.
En 1633, il devient prêtre et prend possession d'un prieuré, dans la paroisse de Sant’Ansano à Mugello, au nord de Florence. Il poursuit néanmoins la peinture de monumentaux retables tels que La Madone du Rosaire de Santo Stefano à Empoli en 1634. Il peint aussi des sujets profanes où figurent des nus féminins tels que Loth et ses filles du musée du Prado. Son style est très inspiré de celui de Guido Reni.
De 1639 à 1642, à la demande de Ferdinand II de Médicis, il participe à l'achèvement du salon de l'Argenterie au rez-de-chaussée du palais Pitti, dont la décoration avait été interrompue par la mort de Giovanni san Giovani.
On compte Simone Pignoni et Giovanni Battista Galestruzzi au nombre de ses élèves.

## Style

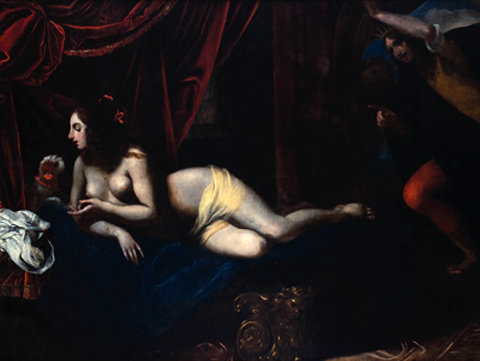
Gygès s'emparant de la femme du roi Candaule.

L’œuvre de Furini reflète la tension du style maniériste conservateur florentin face au nouveau style baroque de l’époque. Il a peint des sujets bibliques et mythologiques à l’aide de la technique du sfumato, superposition de couches picturales délicates et estompées, comme Vinci.
Freedberg a décrit le style de Furini comme rempli de « sensualité morbide ». Son utilisation fréquente des femmes dévêtues est discordante avec sa sentimentalité religieuse excessive, et sa stylisation et ses poses accomplies contredisent son intention d’exprimer des émotions exacerbées. Ses choix stylistiques ne sont pas passés inaperçus par les biographes contemporains plus puritains comme Filippo Baldinucci.
Un de ses chefs-d’œuvre, qui ne reflète pas le style de ses toiles, est la fresque aérée dans le Palazzo Pitti, où sur ordre de Ferdinand II de Médicis, il a peint, de 1639 à 1642, deux grandes lunettes représentant l’Académie platonicienne de Careggi et l’Allégorie de la mort de Laurent le Magnifique. Ces fresques peuvent être considérées comme sa réponse à Pietro da Cortona, qui était à l’œuvre dans le palais au cours de ces années.

## Études
Robert Browning a réfuté l’affirmation de Baldinucci selon laquelle Furini aurait ordonné, sur son lit de mort, que tous ses nus soient détruits. Pour Browning, le dévêtement des sujets de Furini symbolise la courageuse recherche de la vérité cachée. La recherche moderne a en outre démontré qu’en accédant à la prêtrise, Furini n’a pas abandonné ses sujets de peinture charnelle. Furini a été redécouvert au début du XXe siècle par Arturo Stanghellini. Sa carrière mal documentée a été esquissée par Elena Toesca et mise en lumière avec une exposition de ses dessins à la galerie des Offices, 1972.

## Œuvres
- La Poésie et la Peinture, 1626, huile sur toile, 180 × 143 cm, galerie Palatine, Palais Pitti, Florence. Commandé par l'Académie florentine de dessin[9].
- Adam et Eve au Paradis terrestre, v. 1630, huile sur toile, 193 × 242 cm, galerie Palatine, Palais Pitti, Florence. Commandé par Bernardo Giunchi[9].
- Hylas entraîné par les Nymphes, v. 1630, huile sur toile, 230 × 261 cm, galerie Palatine, Palais Pitti, Florence. Commande d'Agnolo Gaddi[9]
- Hylas et les Nymphes, Musées du Capitole, Rome
- Vanité, v. 1630, huile sur toile, 83 × 90 cm, galerie du Palais Mozzi Bardini, Florence[4]
- Artemisia se préparant à boire les cendres de son époux, Mausolus, v. 1630, huile sur toile, 79.4 x 66.7 cm, Galerie de l'Université Yale.
- Saint Jean l'Évangéliste (1635 ou 1636), huile sur toile, 125 × 103 cm, musée des beaux-arts de Lyon. Commandé par son bienfaiteur et mécène le marquis Vitelli[10].
- La Magicienne Circé, atelier de Francesco Furini (Florence 1604-1646), 122,5 cm × 96,8 cm, musée du palais Mansi de Lucques ;
- Création d'Ève (1636-1637), fresques, palais Pitti, Florence ;
- Loth et ses filles, (v.1630-1640), Museo del Prado, Madrid
- La Foi, v. 1645, huile sur toile, 65 × 49 cm, galerie Palatine, Palais Pitti, Florence[9]
- Sainte Lucie, Galerie Spada, Rome ;
- Circé, Musée départemental d'art ancien et contemporain, Épinal
- Femme nue agenouillée, sanguine, lavis de sanguine et rehauts de gouache blanche sur tracé à la pierre noire, H. 0,258 ; L. 0,196 m, Beaux-Arts de Paris[11]. Cette figure féminine fut identifiée comme Léda lors de sa première publication en 1937, c'est aussi la date de son attribution à Francesco Furini. Cependant, l'absence de cygne, forme que pris Jupiter pour séduire Léda, ne permet pas de certifier cette iconographie. On peut en revanche rapprocher l'attitude de la figure de l’Ève de l'Adam et Ève au Paradis (Palais Pitti, Florence), ou de la femme agenouillée au premier plan du tableau David et Abigail (New York, collection particulière). Cette étude était sans doute destinée à la préparation d'un tableau qui n'a pas été identifié[12].
- Buste de guerrière armée et casquée, autrefois dite Jeanne d’Arc, huile sur bois, 44 x 34 cm, musée des Beaux-Arts d’Orléans (disparu durant la Seconde Guerre mondiale avec l’essentiel de la collection de ce musée)[13].